# Tribunal fantôme
Pour plus de détails, voir Fiche technique et Distribution.
Tribunal fantôme ou Un détour en Enfer au Québec (Nothing but Trouble) est un film américain réalisé par Dan Aykroyd, sorti en 1991.

## Synopsis
Un raccourci coupant par la campagne, un stop grillé et voilà quatre New-Yorkais à la merci du juge de la petite ville de Valkenvania. Un vieillard caractériel de cent six ans qui a l'habitude de ne pas vous relâcher si votre tête ne lui revient pas. Les quatre malheureux découvrent avec horreur une bourgade hantée par des tarés congénitaux, une sorte de parc d'attractions déglingué où s'entassent les os des précédents contrevenants. L'idée de finir leurs vies comme attraction pour attardés ne plaît que moyennement à nos héros.

## Fiche technique
- Titre original : Nothing but Trouble
- Titre français : Tribunal Fantôme
- Titre québécois : Un détour en Enfer
- Réalisation : Dan Aykroyd
- Scénario : Dan Aykroyd
- Musique : Michael Kamen
- Photographie : Dean Cundey
- Costumes : Deborah Nadoolman
- Montage : Malcolm Campbell, James R. Symons
- Producteurs : Lester Berman et Robert K. Weiss
- Société de production : Applied Action et Warner Bros.
- Société de distribution : Warner Bros.
- Budget : 40.000.000 $
- Pays de production : États-Unis
- Langue : anglais
- Format : Couleur - Dolby - 35 mm - 1.85:1
- Genre : Comédie, fantastique
- Durée : 94 min
- Date de sortie : États-Unis 15 février 1991

## Distribution
- Chevy Chase (VF : Henri Courseaux ; VQ : Jacques Lavallée) : Chris Torne
- Demi Moore (VF : Séverine Morisot ; VQ : Élise Bertrand) : Diane Lightson
- John Candy (VF : Alain Flick ; VQ : Jean-Marie Moncelet) : Dennis / Eldona
- Dan Aykroyd (VF : René Bériard ; VQ : Jean Fontaine) : Le juge Alvin 'J.P' Valkenheiser / Bobo
- Taylor Negron (VF : Marc Alfos ; VQ : Alain Zouvi) : Fausto Squiriniszu
- Bertila Damas (VF : Nathalie Spitzer) ; VQ: Sophie Faucher) : Renalda Squiriniszu
- Valri Bromfield (VQ : Anne Caron) : Miss Purdah
- Raymond J. Barry : Mark
- Brian Doyle-Murray (VQ : Gérard Delmas) : Brian
- Daniel Baldwin (VQ : Pierre Auger) : Le dealer n°1
- James Staszkiel : Le dealer n°2

Source et légende : Version française (VF) sur ForumDoublageFrancophone  et Version québécoise (VQ) sur Doublage Québec